# Wolfskuhlsee
Der Wolfskuhlsee oder kurz Wolfskuhl ist ein See östlich von Waren (Müritz) genau auf der Stadtgrenze zu Kargow im Landkreis Mecklenburgische Seenplatte in Mecklenburg-Vorpommern. Die maximale Ausdehnung der 63,8 m ü. NHN befindlichen, 3,9 Hektar großen Wasseroberfläche beträgt 430 Meter mal 130 Meter. Der längliche See hat weder einen Oberflächenzufluss noch -abfluss. An der Westseite grenzt er an den Warener Stadtforst, im Osten liegen landwirtschaftliche Nutzflächen. Nur 130 Meter entfernt verläuft die Verbindungsstraße von Waren (Müritz) zum Kargower Ortsteil Federow, die gleichzeitig die Grenze zum Müritz-Nationalpark bildet.